# Jeśli słyszysz
Jeśli słyszysz – pierwszy solowy album polskiego piosenkarza Ras Luty. Wydawnictwo ukazało się 7 listopada 2009 roku nakładem wytwórni muzycznej Prosto. Na płycie gościnnie wystąpili: Hemp Gru, Mrozu, Blasku, Fokus, Rahim i Fatum Crew.
Nagrania dotarły do 35. miejsca zestawienia OLiS.

## Lista utworów
1. "Jeśli słyszysz" - 3:45
2. "Jedność" - 4:27
3. "Dar" - 3:43
4. "Na ulicach" - 3:46
5. "Miłość w każdym" - 4:05
6. "Rób co musisz" (gościnnie: Hemp Gru) - 3:15
7. "Czas by świecić" - 3:33
8. "Chodź" (gościnnie: Blasku, Fatum Crew) - 3:46
9. "Miasto stoi w ogniu" (gościnnie: Mrozu, Fokus, Rahim) - 4:08
10. "W mojej głowie" - 3:52
11. "Nie mam hajsu" - 3:11
12. "Życie bez kobiety" - 3:38
13. "Jestem tu" - 3:32
14. "Pozwala żyć" - 4:05